# Сучасні війни
Війна третього покоління — війна, в якій лінійна тактика поступається місцем стрімким маневрам.

## Тлумачення
Термін введений в 1989 році американським військовим експертом Вільямом Ліндом. Ідеологами війни третього покоління Лінд вважає німецьких генералів, які розробили тактику бліцкригу, коли армія не шукає зустрічі з противником, а здійснює стрімкий маневр, відрізаючи його від комунікацій. Значну роль у війнах третього покоління грають танки та транспортна авіація.
У вітчизняній літературі війною третього покоління називають те, що Лінд назвав війною другого покоління